# Love in the Future
Love in the Future — пятый студийный альбом американского певца Джона Ледженда. Альбом был выпущен 30 августа 2013 года лейблом GOOD Music и Columbia Records. В альбоме, продюсерами которого выступили Ледженд, Канье Уэст и Дэйв Тозер, приняли участие Кимбра, Рик Росс, Стейси Барт и Seal. В поддержку альбома было выпущено четыре сингла: «Who Do We Think We Are», «Made to Love», «All of Me» и «You & I (Nobody in the World)». Love in the Future получил в целом положительные отзывы от музыкальных критиков. Альбом дебютировал на 4 месте в американском чарте Billboard 200 с продажами 68 000 копий за первую неделю.

## История
В августе 2013 года в интервью журналу XXL Джон Ледженд рассказал о том, сколько времени ему потребовалось, чтобы закончить альбом, сказав:
«Я записал альбом Wake Up! с The Roots в 2010 году, так что на самом деле прошло всего три года, потому что я вложил в него столько же энергии и времени, сколько и в свой собственный альбом. Потом я дал несколько концертов с ними и гастролировал с Sade, так что я провёл приличное количество времени в дороге, а затем последние пару лет посвятил альбому. Работа над этим альбомом заняла немного больше времени, чем над предыдущими, но я действительно всего на год отстал от своего темпа».
Он также рассказал о работе с Канье Уэстом над альбомом, сказав: «В этом альбоме я работал с Канье больше, чем на предыдущих, и я думаю, что частично это просто наша связь и совместное творчество, учитывая, насколько он занят и насколько занят я. Мы просто нашли время для совместной работы, что добавило немного дополнительного времени к процессу. Но я думаю, это того стоило». Он также рассказал о том, что считает этот альбом своим лучшим, сказав: «Я чувствую, что это мой лучший альбом, и я думаю, что в творческом плане мы сделали несколько замечательных вещей. Сотрудничество и таланты, которые мы собрали в альбоме, лучше, чем когда-либо. Продюсеры, соавторы и просто люди, помогающие формировать звучание. Я чувствую, что руководство Канье отлично помогло в этом. Мне это очень нравится».

## Отзывы
| Совокупная оценка | Совокупная оценка |
| Источник          | Оценка            |
| ----------------- | ----------------- |
| Metacritic        | 72/100            |
| Оценки критиков   |                   |
| Источник          | Оценка            |
| AllMusic          | [ 5 ]             |
| Exclaim!          | 5/10              |
| Now               | [ 7 ]             |
| The Observer      | [ 8 ]             |
| PopMatters        | 8/10              |
| Rolling Stone     | [ 10 ]            |
| Slant             | [ 11 ]            |
| USA Today         | [ 12 ]            |

Альбом получил в целом положительные отзывы музыкальной критики и интернет-изданий.
На Metacritic альбом получил 72 баллов из 100, основываясь на «в целом благоприятных отзывах», на основе 10 рецензий.
Энди Келлман из AllMusic дал альбому четыре звезды из пяти, сказав: «Это тяжёлый, кропотливо сделанный набор песен. Только в списке продюсеров значатся Хит-Бой, Бинк, 88 Keys, The Runners, Док МакКинни, Q-Tip, Али Шахид Мухаммад. Канье Уэст и Дэйв Тозер выступают в качестве сопродюсеров и соисполнителей. Возможно, они позаботились о том, чтобы весь альбом имел свой драматический, немного жутковатый тон; даже кавер-версии песен Бобби Колдуэлла „Open Your Eyes“ и Аниты Бейкер „Angel“ немного тревожны. Казалось бы, такой уровень звуковой индульгенции должен быть несовместим с артистом, который, по сути, является человеком-пианистом, но Love in the Future — одна из лучших работ Ледженда, созданная для пар, которые любят друг друга надолго и при этом чувствуют себя немного смелыми и сумасшедшими».
Моллой Вудкрафт из The Observer поставил альбому три звезды из пяти, сказав: «Пятый студийный альбом Джона Ледженда — это далеко не последний его альбом, будоражащий сознание, полный напряжения совместный с Roots альбом 2010 года Wake Up! Звучание по сравнению с ним выглядит очень скупым, его продюсированием и программированием занимались такие музыканты, как Канье Уэст и Дэйв Тозер. Голос Ледженда превосходен на протяжении всего альбома и выходит на первый план в таких балладах, как All of Me». Сэл Чинквемани из Slant Magazine оценил альбом в три звезды из пяти, сказав: «На 16 треках альбом движется удивительно быстро, и лишь немногие песни устаивают, но в итоге ему не удаётся успешно продвинуть Ледженда в будущее». Логан Смитсон из PopMatters оценил альбом в восемь баллов из десяти, сказав: «Если вы стали жертвой сезона подзатыльников или просто ищете хорошую музыку, Love in the Future может стать вашим альбомом. Можно даже привести очень веские аргументы в пользу того, что Love in the Future — лучший альбом Легенды на сегодняшний день».

## Коммерческий успех
Love in the Future дебютировал на четвёртом месте в Billboard 200 с тиражом 68000 копий в США. Во вторую неделю тираж прибавил ещё 30000 копий. 14 мая 2014 года альбом получил золотую сертификацию RIAA за тираж более 500000 копий в США. К ноябрю 2016 года тираж альбома достиг 789000 копий в США.

## Список композиций
| №                   | Название                                         | Автор(ы) | Продюсеры                                                                              | Длительность |
| ------------------- | ------------------------------------------------ | --- | -------------------------------------------------------------------------------------- | ------------ |
| 1.                  | «Love in the Future (Intro)»                     | John Stephens Martin McKinney Ali Shaheed Muhammad Dave Tozer | Tozer                                                                                  | 0:41         |
| 2.                  | «The Beginning...»                               | Stephens James Fauntleroy II Chauncey Hollis Kanye West Sara Bareilles Ingrid Michaelson                                                                         | Hit-Boy West [a] Tozer [b]                                                             | 3:25         |
| 3.                  | «Open Your Eyes»                                 | Bobby Caldwell Norman Harris Bruce Malament | Darhyl "Hey DJ" Camper West Tozer [b] Boogz [b]                                        | 3:06         |
| 4.                  | «Made to Love»                                   | Stephens Tozer Kimbra Lee Johnson Nana Kwabena Tuffuor Justin Baron Andrew Horowitz West Marcos Palacios Ernest Clark Lil' Louis Marshall Jefferson              | Tozer Kwabena West [a] Da Internz [a]                                                  | 4:00         |
| 5.                  | «Who Do We Think We Are» (при участии Rick Ross) | Stephens West Guordan Banks William Roberts II Roosevelt Harrell III Tozer Anthony Khan Marvin Gaye Ed Townsend Carol Washington Ralph Williams Joseph Broussard | Bink! Tozer [a] West [a] The Twilite Tone [b] Kwabena [b]                              | 4:52         |
| 6.                  | «All of Me»                                      | Stephens Toby Gad | Tozer John Legend                                                                      | 4:29         |
| 7.                  | «Hold on Longer»                                 | Stephens Fauntleroy II Charles Njapa West Tozer Allan Rich | 88-Keys Tozer [a] West [a]                                                             | 2:38         |
| 8.                  | «Save the Night»                                 | Stephens Tozer Kevin Cossom Jermaine Jackson Andrew Harr Jon David Anderson David L. Anderson II West                                                            | The Runners J.D. Anderson D.L. Anderson II Tozer West [a] Legend [a] Mark Williams [b] | 3:09         |
| 9.                  | «Tomorrow»                                       | Stephens Kamaal Fareed Malcolm Rebennack, Jr. | Q-Tip                                                                                  | 3:32         |
| 10.                 | «What If I Told You? (Interlude)»                | Stephens Fauntleroy II Khan West Tozer | The Twilite Tone West Tozer Ken Lewis [b]                                              | 0:50         |
| 11.                 | «Dreams»                                         | Stephens Jessyca Wilson Joe Jonas Camper, Jr. West | Hey DJ Camper Legend West Tozer [b]                                                    | 2:38         |
| 12.                 | «Wanna Be Loved»                                 | Stephens McKinney Muhammad | Doc McKinney Muhammad                                                                  | 3:06         |
| 13.                 | «Angel (Interlude)» (featuring Stacy Barthe)     | Patrick Moten Sandra Sully | Hey DJ Camper West                                                                     | 1:24         |
| 14.                 | «You & I (Nobody in the World)»                  | Stephens Dan Wilson James Ryan Ho Tozer | Malay Tozer Legend                                                                     | 4:12         |
| 15.                 | «Asylum»                                         | Stephens Tozer M. Williams West | Tozer West [a] M. Williams [b]                                                         | 3:17         |
| 16.                 | «Caught Up»                                      | Stephens West Banks Hollis Tozer | Hit-Boy Tozer [a] West [a]                                                             | 3:45         |
| Общая длительность: | Общая длительность:                              | Общая длительность: | Общая длительность:                                                                    | 49:04        |

| №                   | Название                         | Автор(ы)                                                                 | Продюсеры                               | Длительность |
| ------------------- | -------------------------------- | ------------------------------------------------------------------------ | --------------------------------------- | ------------ |
| 17.                 | «So Gone»                        | Stephens Harrell III Robert E. Miller                                    | Bink!                                   | 4:46         |
| 18.                 | «We Loved It» (при участии Seal) | Stephens West Seal Henry Samuel Jeff Bhasker Жак Бермен Уэбстер II Tozer | West Bhasker Tozer [a] Трэвис Скотт [b] | 4:02         |
| 19.                 | «Aim High»                       | Pharrell Williams                                                        | P. Williams Legend [a]                  | 4:18         |
| 20.                 | «For the First Time»             | Stephens Billy Mann David Schuler                                        | Legend Tozer [b]                        | 5:12         |
| Общая длительность: | Общая длительность:              | Общая длительность:                                                      | Общая длительность:                     | 67:22        |

| №   | Название                                                     | Длительность |
| --- | ------------------------------------------------------------ | ------------ |
| 17. | «All of Me» (Tiësto's Birthday Treatment Remix – Radio Edit) | 4:11         |
| 18. | «All of Me» (при участии Jennifer Nettles и Hunter Hayes)    | 4:19         |

| №                   | Название                                                     | Длительность |
| ------------------- | ------------------------------------------------------------ | ------------ |
| 17.                 | «Dancing In the Dark» (Live)                                 | 4:53         |
| 18.                 | «Bridge Over Troubled Water» (Live)                          | 5:02         |
| 19.                 | «Ordinary People» (Live)                                     | 5:35         |
| 20.                 | «All of Me» (Live)                                           | 5:00         |
| 21.                 | «All of Me» (Tiësto's Birthday Treatment Remix – Radio Edit) | 4:11         |
| Общая длительность: | Общая длительность:                                          | 73:45        |

Замечания
- ↑  сопродюсер
- ↑  дополнительный продюсер

## Чарты
| Чарт (2013—2014)                       | Высшая позиция |
| -------------------------------------- | -------------- |
| Австралия (ARIA)                       | 15             |
| Австрия (Ö3 Austria)                   | 64             |
| Бельгия/Фландрия (Ultratop)            | 25             |
| Бельгия/Валлония (Ultratop)            | 48             |
| Канада (Canadian Albums Chart)         | 10             |
| Дания (Hitlisten)                      | 12             |
| Нидерланды (Album Top 100)             | 3              |
| Франция (SNEP)                         | 67             |
| Германия (Offizielle Top 100)          | 47             |
| Ирландия (IRMA)                        | 10             |
| Италия (Classifica album)              | 13             |
| Новая Зеландия (RMNZ)                  | 10             |
| Норвегия (VG-lista)                    | 10             |
| Португалия (AFP)                       | 12             |
| Шотландия (Scottish Albums Chart)      | 3              |
| ЮАР (RISA)                             | 5              |
| Испания (PROMUSICAE)                   | 41             |
| Швеция (Sverigetopplistan)             | 27             |
| Швейцария (Schweizer Hitparade)        | 16             |
| Великобритания (UK Albums Chart)       | 2              |
| США (Billboard 200)                    | 4              |
| США (Billboard Top R&B/Hip-Hop Albums) | 2              |

| Чарт (2013)                            | Позиция |
| -------------------------------------- | ------- |
| Австралия (ARIA)                       | 97      |
| Нидерланды (Album Top 100)             | 67      |
| США Billboard 200                      | 130     |
| США Top R&B/Hip-Hop Albums (Billboard) | 29      |
| США Top R&B Albums (Billboard)         | 9       |

| Чарт (2014)                            | Позиция |
| -------------------------------------- | ------- |
| Австралия (ARIA)                       | 63      |
| Бельгия (Ultratop Flanders)            | 84      |
| Нидерланды (Album Top 100)             | 31      |
| Швеция (Sverigetopplistan)             | 75      |
| Великобритания UK Albums (OCC)         | 16      |
| США Billboard 200                      | 33      |
| США Top R&B/Hip-Hop Albums (Billboard) | 6       |
| США Top R&B Albums (Billboard)         | 4       |

| Чарт (2015)                            | Позиция |
| -------------------------------------- | ------- |
| Дания (Hitlisten)                      | 92      |
| США Billboard 200                      | 161     |
| США Top R&B/Hip-Hop Albums (Billboard) | 63      |

| Чарт (2010—2019)  | Позиция |
| ----------------- | ------- |
| США Billboard 200 | 162     |

## Сертификации
| Регион | Сертификация  | Продажи |
| --- | ------------- | ------- |
| Австралия (ARIA) | Платиновый    | 70 000  |
| Бразилия (ABPD) | Платиновый    | 40 000  |
| Канада (Music Canada) | Золотой       | 40 000^ |
| Дания (IFPI Danmark) | Платиновый    | 20 000  |
| Мексика (AMPROFON) | Золотой       | 30 000  |
| Польша (ZPAV) | Платиновый    | 20 000  |
| Швеция (GLF) | Золотой       | 20 000  |
| Великобритания (BPI) | Платиновый    | 373,860 |
| США (RIAA) | 2× Платиновый | 789,000 |
| ^ Данные о тиражах приведены только на основе сертификации. · Данные о продажах + прослушиваниях приведены только на основе сертификации. |               |         |